# クリスティアン (ブランデンブルク＝バイロイト辺境伯)

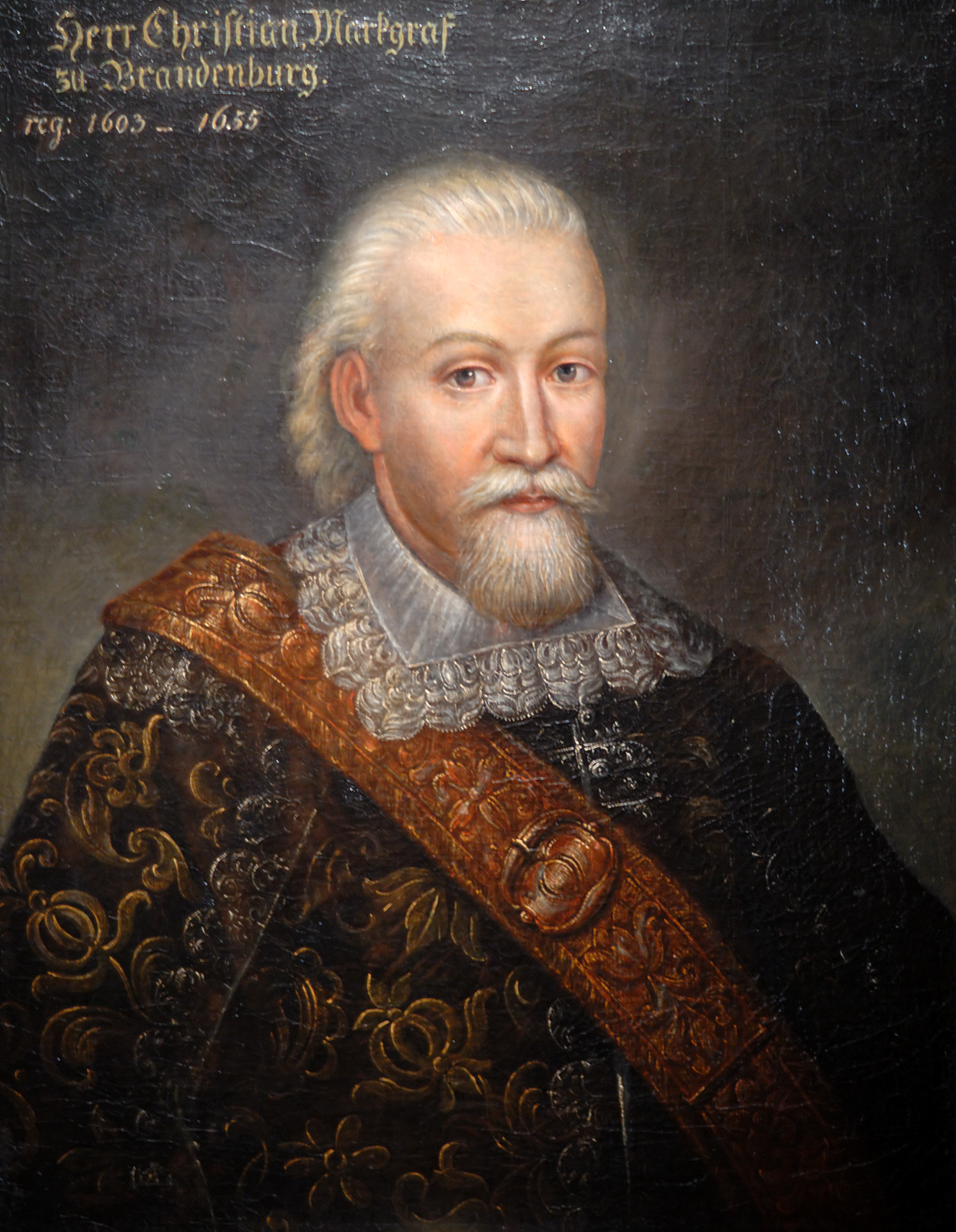
バイロイト辺境伯クリスティアン

クリスティアン・フォン・ブランデンブルク＝バイロイト（Christian von Brandenburg-Bayreuth、1581年1月30日 - 1655年5月30日）は、フランケン地方バイロイト侯領の辺境伯（在位：1603年 - 1655年）。ブランデンブルク選帝侯ヨハン・ゲオルクの五男。ブランデンブルク選帝侯ヨアヒム・フリードリヒの弟、アンスバッハ辺境伯ヨアヒム・エルンストの兄である。

## 生涯
ブランデンブルク選帝侯ヨハン・ゲオルクとその3番目の妻エリーザベト・フォン・アンハルトの息子として生まれる。1603年に遠縁のアンスバッハ＝クルムバッハ辺境伯ゲオルク・フリードリヒが亡くなり、フランケン系ホーエンツォレルン家の古い家系であるアンスバッハ＝イェーゲルンドルフ家が断絶した後、その所領であったブランデンブルク＝クルムバッハ辺境伯領を継承した。クリスティアンによって、フランケン系ホーエンツォレルン家の新しい家系であるクルムバッハ＝バイロイト家が創設されたのである。
クリスティアンが領主権を得ることは既に1598年のゲラーエア家内法で定められ、その用意がなされていた。クリスティアンの領主権継承と同時に、弟のヨアヒム・エルンストが隣のブランデンブルク＝アンスバッハ辺境伯領を継承した。1604年にクリスティアンは、その宮廷をクルムバッハからバイロイトに移転した。クルムバッハの高台にあった旧居城のプラッセンブルク城は防衛施設として残された。この時点から、ブランデンブルク＝クルムバッハという領邦名も、新たな宮廷所在地にちなんでブランデンブルク＝バイロイトと呼ばれるようになった（ただし、公式には最後までブランデンブルク＝クルムバッハ辺境伯のままであった）。
1606年にクリスティアンはフランケン帝国クライスの長官に選出された。しかし彼はプロテスタント同盟の創設者の1人であり、三十年戦争ではスウェーデン軍に味方したため、神聖ローマ皇帝フェルディナント2世から1635年に解任されたが、その後も統治は継続された。1655年に74歳で死去、次男のエルトマン・アウグストに先立たれたため、死後は孫のクリスティアン・エルンストが後を継いだ。

## 子女

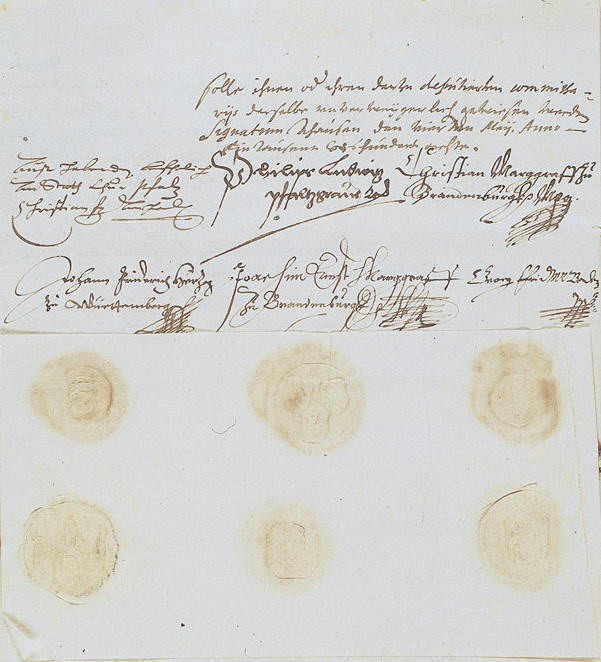
プロテスタント同盟の連判状。右上がクリスティアンの印章

1604年にプロイセン公アルブレヒト・フリードリヒの娘マリーと結婚し、以下の子を儲けた。
- エリーザベト・エレオノーレ（1606年 - 1606年）
- ゲオルク・フリードリヒ（1608年 - 1608年）
- アンナ・マリア（1609年 - 1680年） - 1639年にヨハン・アントン1世・フォン・エッゲンベルクと結婚
- アグネス・ゾフィー（1611年 - 1611年）
- マクダレーナ・ジビレ（1612年 - 1687年） - 1638年にザクセン選帝侯ヨハン・ゲオルク2世と結婚
- エルトマン・アウグスト（1615年 - 1651年） - 世子だったが父に先立って死去。従妹でアンスバッハ辺境伯ヨアヒム・エルンストの娘ゾフィーと結婚、間に1人息子クリスティアン・エルンストを儲けた。
- ゲオルク・アルブレヒト（1619年 - 1666年） - ブランデンブルク＝クルムバッハ辺境伯（傍系、統治はしていない）